# Kasteel La Morette
Het Kasteel La Morette (ook: Morettekasteel) is een kasteel nabij de Vlaams-Brabantse plaats Asse, gelegen aan de Edingsesteenweg 205.

## Geschiedenis
De romaanse naam duidt op murette (muurtje) of marette (poeltje). Mogelijk werd hier in de middeleeuwen Balegemse steen ontgonnen. Verder betrof het een bosgebied op de zogeheten Moretteberg. Een hoeve werd aangekocht door de industrieel Guillaume Horis die er een distilleerderij in onderbracht en daarbij een windmolen, de Morettemolen, oprichtte.
In 1838 werd het goed verkocht aan Luc Maillard. In 1857 kwam het aan diens dochter die getrouwd was met Henri Van Hoorde. Er werd een fruitbedrijf opgericht met een aanzienlijk areaal aan boomgaard en de zuidoostelijke vleugel van de hoeve werd verbouwd tot een neoclassicistisch kasteeltje.